# Eupithecia despectaria
Eupithecia despectaria är en fjärilsart som beskrevs av Lederer 1853. Eupithecia despectaria ingår i släktet Eupithecia och familjen mätare. Inga underarter finns listade i Catalogue of Life.